# Universidade de Bacha Khan
A Universidade de Bacha Khan (em pastó: باچا خان پوهنتون) (em urdu:  جامعہ باچاخان‎) é uma universidade pública situada em Charsadda, Khyber Pakhtunkhwa, Paquistão, nomeada em homenagem a Abdul Ghaffar Khan (Bacha Khan). A Universidade foi fundada em 3 de julho de 2012.
Em 20 de janeiro de 2016 terroristas armados atacaram a Universidade matando 19 estudantes, professores e funcionários e feriram mais de 60 pessoas.